# Carex turbinata
Carex turbinata är en halvgräsart som beskrevs av Frederik Michael Liebmann. Carex turbinata ingår i släktet starrar, och familjen halvgräs. Inga underarter finns listade i Catalogue of Life.